# Dissocarpus
Dissocarpus es un género de plantas fanerógamas con cuatro especies pertenecientes a la familia Amaranthaceae.

## Taxonomía
El género fue descrito por Ferdinand von Mueller y publicado en Transactions and Proceedings of the Philosophical Institute of Victoria 2: 75. 1858. La especie tipo es: Dissocarpus biflorus F.Muell.

## Especies
| - Dissocarpus biflorus - Dissocarpus fontinalis - Dissocarpus latifolius - Dissocarpus paradoxus |